# Tetragnatha reimoseri
Tetragnatha reimoseri är en spindelart som först beskrevs av Rosca 1939.  Tetragnatha reimoseri ingår i släktet sträckkäkspindlar, och familjen käkspindlar. Inga underarter finns listade i Catalogue of Life.